# Добужинский, Мстислав Валерианович
Мстисла́в Валериа́нович Добужи́нский (лит. Mstislavas Dobužinskis; 2 [14] августа 1875, Новгород — 20 ноября 1957[…], Нью-Йорк, Нью-Йорк) — русский и литовский художник, мастер городского пейзажа, участник творческого объединения «Мир искусства», художественный критик, мемуарист.

## Биография
Родился 2 (14) августа 1875 года в Новгороде. Сын генерал-лейтенанта Валериана Петровича Добужинского. Родом из старинной литовской семьи. После рождения сына родители разошлись, когда мать, артистка, певица ушла из семьи. Генерал был не чужд искусству, любил театр и музыку, посещал выставки и сам периодически рисовал. Отец забрал сына на воспитание, который всё своё детство делил между любящими его родителями, поочерёдно проживая то у одного, то у другого. Ребёнком три года жил с отцом в Кишинёве, где поступил во второй класс 2-й городской гимназии. В возрасте 9 лет впервые приехал в Вильну. В 1889—1895 годах учился в Виленской 2-й гимназии в одном классе с химиком Юлием Залькиндом, с которым был дружен. Затем учился в Санкт-Петербурге в Императорской школе общества поощрения художеств (1885—1887), в школе Антона Ажбе (Мюнхен, 1899—1901) и у Ш. Холлоши (Надьбанья, Венгрия). В 1901 году изучал гравюру под руководством Василия Матэ.

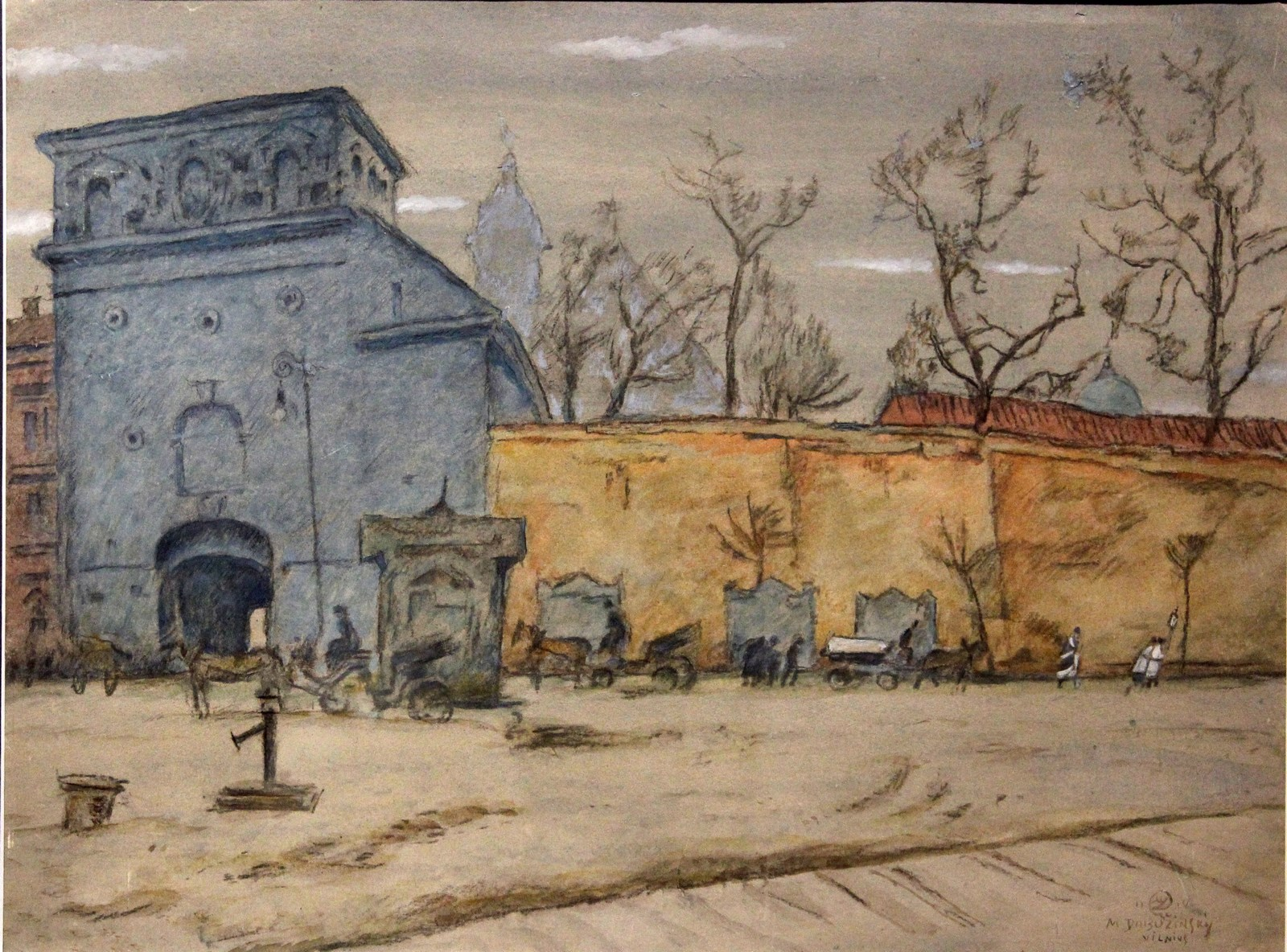
Вильнюс. 1914

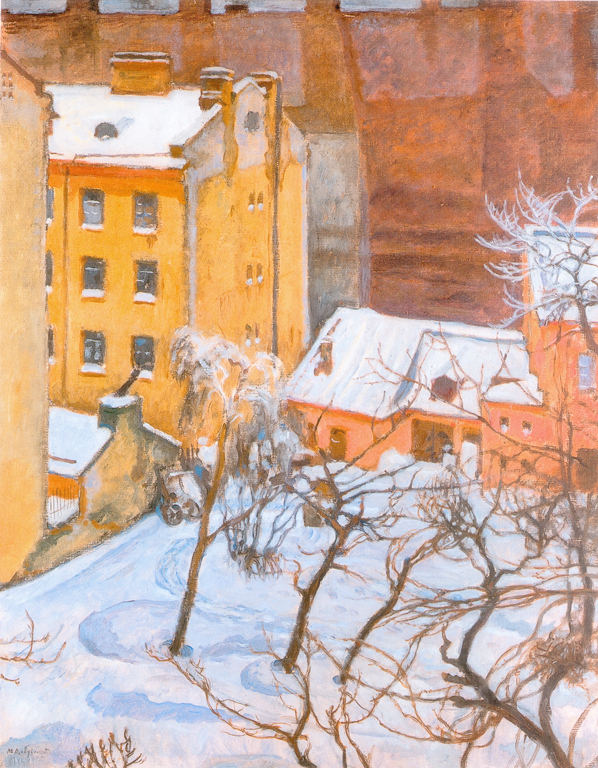
Петербург. 1914

Участвовал в выставках с 1902 года. Член объединения «Мир искусства». С 1906 года преподавал в художественной школе-студии Е. Н. Званцевой в Санкт-Петербурге. Одним из первых оценил талант литовского художника М. К. Чюрлёниса.
В первые годы советской власти художник активно работал, участвуя в оформлении уличных празднеств в Петрограде и занимая ряд ответственных должностей: члена Комиссии по делам искусств при Совете рабочих и солдатских депутатов, члена Государственных трудовых мастерских декоративного искусства, секретаря Особого совещания по делам искусств. В октябре 1918 года был избран учёным хранителем Эрмитажа. Добужинский принимал участие в организации Витебского художественно-практического института, Витебского художественного музея, Музея икон старого Витебска, в организации петроградского Дома искусств, стал заведующим художественной частью Большого оперного театра. В 1923—1924 годах много путешествовал, бывал в Каунасе, Берлине, Париже, Амстердаме, Копенгагене. В Париже проходили его персональные выставки.
За эти годы с иллюстрациями Добужинского вышел ряд изданий: «Станционный смотритель» А. С. Пушкина (1905), «Казначейша» М. Ю. Лермонтова (1913), «Новый Плутарх» М. А. Кузмина (1918), «Барышня-крестьянка» А. С. Пушкина (1919), «Белые ночи» Ф. М. Достоевского (1921), «Бедная Лиза» Н. М. Карамзина (1921), «Скупой рыцарь» А. С. Пушкина (1921), «Тупейный художник» Н. С. Лескова (1921) и др. Оформлял книги для детей: «Свинопас» Г. Х. Андерсена (1917), «Весёлая азбука» Н. Павловой (1924), «Примус» О. Мандельштама (1924). В 1921 году художник создал серию литографий «Петербург в 1921 году».
В 1924 году при содействии Ю. Балтрушайтиса художник принял литовское гражданство и навсегда покинул СССР.
Некоторое время жил в Риге, в 1926 году переехал в Париж, где с 1926 по 1929 год работал над оформлением спектаклей в театре Н. Ф. Балиева «Летучая мышь», над художественным оформлением кинофильма «Плодородие» по роману Э. Золя «Земля» (для парижской фирмы «Сентраль Синема»), участвовал в организации выставки «Мира искусства» (1927), преподавал в Парижской школе декоративного искусства, основанной Н. В. Глобой. От издательства «Плеяда» получил предложение повторить «Белые ночи» в литографии, но проект так и не был осуществлён. В 1929 году вышел альбом «Биарриц, Шиберта. Гольф и виллы» (фр. Biarritz, Chiberta. Le golf les villas), для которого художник выполнил обложку, форзац, две иллюстрации, пять виньеток и двадцать графических обрамлений. По предложению Вл. Нарбута, для издательства «Земля и Фабрика» создал иллюстрации к книге «Три толстяка» Ю. Олеши (1928).
Был членом парижской масонской ложи «Юпитер» № 536 (Великая ложа Франции). 20 октября 1927 года был посвящён в степень ученика, 21 июня 1928 возвышен в степень подмастерья, а 17 января 1929 года — в степень мастера. Оставался членом ложи по 1938 год.
В 1929—1935 годах жил в Литве, в Каунасе. Преподавал в Каунасской художественной школе, а в январе 1931 года стал главным художником Литовского государственного театра и создал сценографию для 38 пьес. Открыл частную школу живописи (1930—1933).
В 1938 году Добужинский получил приглашение от М. А. Чехова участвовать в постановке спектакля «Одержимые» по роману Ф. М. Достоевского «Бесы», над которым работал в Англии весной 1939 года. В июле того же года для продолжения работы в Театре-студии М. А. Чехова Добужинский уехал в США. Жил в Нью-Йорке. Оформлял спектакли для «Метрополитен-опера», других театров Америки и Европы, работал для кинематографа. Оформлял книги: «Поэмы» М. Ю. Лермонтова (1941, не издана), «Левша» (англ. The Steel Flea) Н. С. Лескова (1943), «Граф Нулин» А. С. Пушкина (1943, не издана), «Ночной трактир» И. А. Бунина (1946), «Слово о полку Игореве» (1950). Создал цикл воображаемых пейзажей блокадного Ленинграда (1943).
Последние годы жизни художник провёл в Европе; подолгу жил в Париже, Риме, Лондоне, путешествовал по Италии. Незадолго до смерти вернулся в США, где оставался до конца жизни, общался в основном с русскими эмигрантами.
Последнее интервью Мстислав Добужинский дал за два дня до своей смерти, 19 ноября 1957 года, корреспонденту Радио «Свобода» Борису Оршанскому.
Скончался 20 ноября 1957 года в Нью-Йорке в доме своего младшего сына Всеволода. Похоронен на кладбище Сент-Женевьев-де-Буа под Парижем.

## Творчество
В начале творческого пути (1902—1905) испытывал влияние югендстиля и старших товарищей по «Миру искусства» — А. Н. Бенуа и К. А. Сомова. По стилю Добужинский был близок к символистам.
По собственным словам, в любимом городе Петербурге его, как художника, интересовали не столько общепризнанные красоты, сколько детали «изнанки» — закоулки, дворы и тому подобное.
Работал в области станковой и книжной графики (оформлял журналы «Мир искусства», «Золотое руно», «Аполлон»), подобно другим членам «Мира Искусства» писал исторические картины («Пётр Великий в Голландии»). Оформлял театральные спектакли Московского художественного театра («Месяц в деревне» И. С. Тургенева, 1909; «Николай Ставрогин» по Ф. М. Достоевскому, 1913), спектакли Малого театра («Оливер Кромвель» А. В. Луначарского, 1921), антрепризы С. П. Дягилева и др.

### Сценография балетовМихаила Фокина
- 1914 — «Бабочки»
- 1914 — «Мидас»
- 1941 — «Русский солдат»

### Иллюстрации
- Пушкин А. С. «Станционный смотритель» (1905)
- Ауслендер С. А. «Ночной принц» (1909)
- Лермонтов М. Ю. «Казначейша» (1913)
- Андерсен Г.-Х. «Свинопас» (1917)
- Кузмин М. А. «Новый Плутарх» (1918)
- Пушкин А. С. «Барышня-крестьянка» (1919)
- Достоевский Ф. М. «Белые ночи» (1921)
- Карамзин Н. М. «Бедная Лиза» (1921)
- Пушкин А. С. «Скупой рыцарь» (1921)[9]
- Лесков Н. С. «Тупейный художник» (1921)
- Андерсен «Свинопас» (1922)
- Мандельштам О. Э. «Примус» (1924)
- Олеша Ю. К. «Три толстяка» (1928)
- Пушкин А. С. «Евгений Онегин» (1937), (1938)
- Лесков Н. С. «Левша» (The Steel Flea) (1943)
- Бунин И. А. «Ночной трактир» (1946)
- «Слово о полку Игореве» (1950)

## Семья

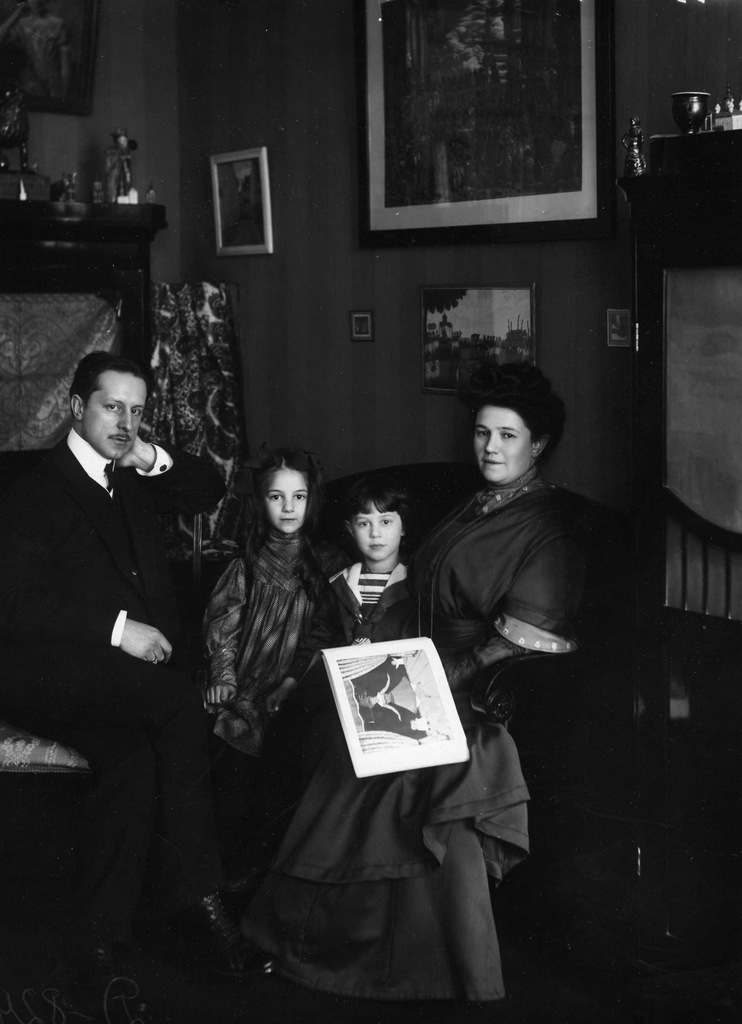
Мстислав Добужинский с семьёй

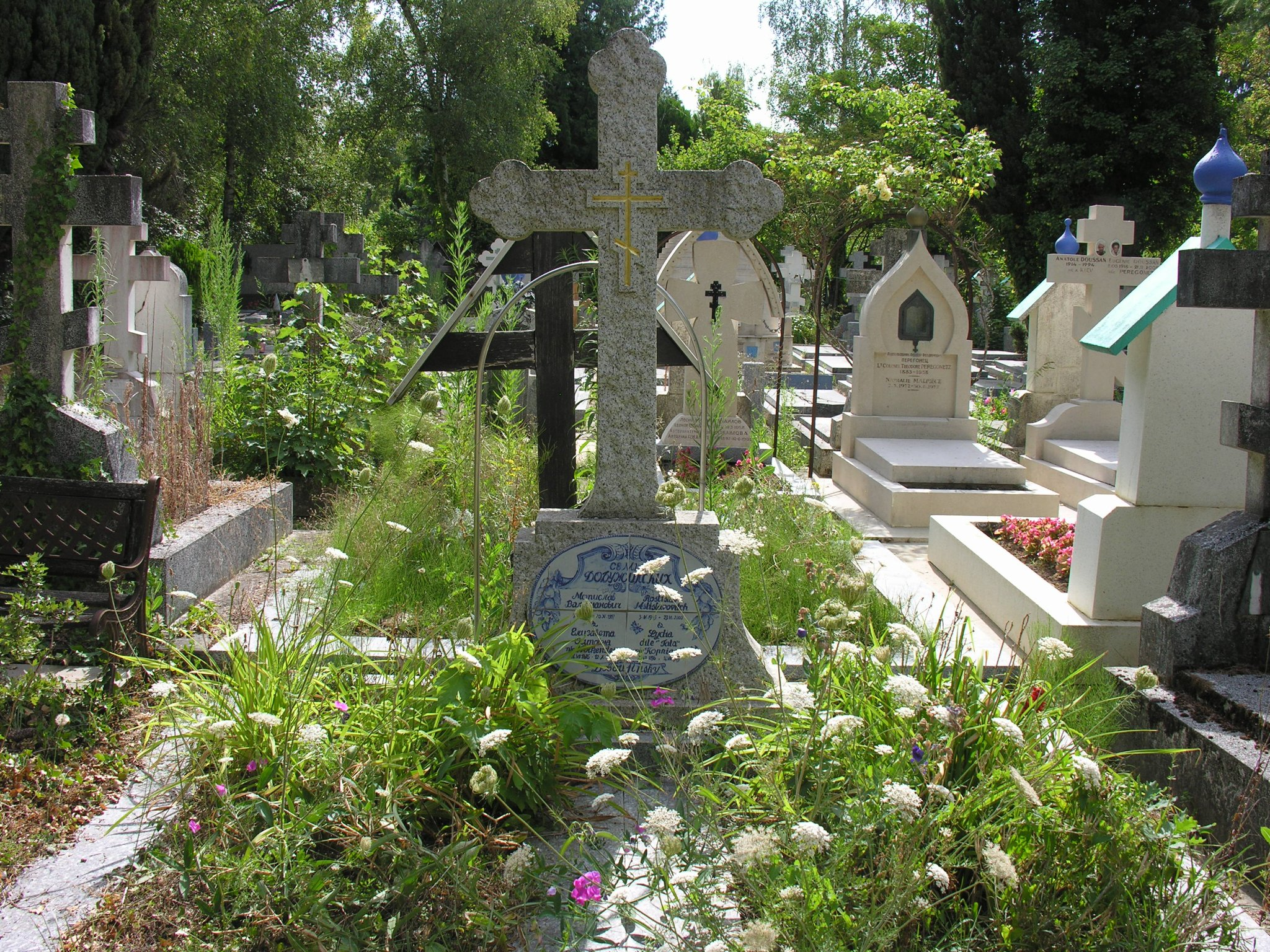
Могила в Сент-Женевьев-де-Буа

Жена (с 1899 года) — Елизавета Осиповна Волькенштейн (26 июля 1876 — 12 октября 1965), дочь потомственного почётного гражданина, управляющего Ростовским купеческим банком, одного из руководителей еврейской общины Ростова и её представителя в Городской думе Иосифа Фишелевича (Осипа Филипповича) Волькенштейна (1834—?), племянница известных адвокатов Михаила Филипповича (Моисея Фишелевича) Волькенштейна (1859—1934) и Льва Филипповича (Исаака-Лейба Фишелевича) Волькенштейна (1858—1935), гимназических товарищей А. П. Чехова; двоюродная сестра драматурга В. М. Волькенштейна, адвоката Ф. А. Волькенштейна и публициста О. А. Волькенштейн.

## Адреса в Санкт-Петербурге — Петрограде
- 1902—1909 — 7-я Рота (7-я Красноармейская улица с 1923), 16;
- 1909—1915 — Дровяной переулок, 4;
- 1915—1917 — 11-я линия Васильевского острова, 20;
- 1920 год — ДИСК — проспект 25-го Октября (Невский с 1944), 15;
- 1920—1922 — Большой проспект Васильевского острова, 24 кв. 6[17];
- 1922—1923 — 11-я линия Васильевского острова, 20, кв. 11[18].

## Память
В Вильнюсе именем М. Добужинского названа улица.
Имя М. Добужинского в 1994—2012 годах носила школа с преподаванием на русском языке в Вильнюсе.

### Мемуары
- Добужинский М. В. Воспоминания / Отв. ред. Г. Ю. Стернин; изд. подг. Г. И. Чугунов. — М. : Наука, 1987. — 478 с. — (Литературные памятники ; № 328).